# Globba
Chi Lô ba hay chi Gừng vũ nữ (danh pháp khoa học: Globba)  là một chi thực vật thuộc họ Gừng được mô tả đầu tiên bởi Carl Linnaeus. Chúng gồm khoảng gần 100 loài nguyên xuất từ các vùng Trung Quốc, Tiểu lục địa Ấn Độ, Đông Nam Á, New Guinea, Quần đảo Bismarck và Queensland.

## Mô tả
Thân rễ bò lan, thanh mảnh. Các thân giả mọc thẳng đứng, thường cao tới 1,5 m, có lá. Lá không cuống hoặc cuống lá rất ngắn; lưỡi bẹ nguyên; phiến lá thuôn dài, hình elip, hoặc hình mác. Cụm hoa đầu cành, dạng chùm xim hoặc cành hoa, thường lỏng lẻo; mỗi lá bắc đỡ một xim hoa bọ cạp xoắn ốc, hoặc các hoa được thay thế bằng các hành con; các lá bắc con rời đến đáy. Đài hoa hình chuông hoặc hình con quay, đỉnh 3 thùy tù. Ống tràng hoa thanh mảnh; các thùy hình trứng hoặc thuôn dài, gần đều, lõm. Các nhị lép bên dạng cánh hoa. Cánh môi đảo ngược, hợp sinh với chỉ nhị để tạo thành một ống thanh mảnh phía trên các nhị lép bên và các thùy tràng hoa. Chỉ nhị dài, cong; bao phấn có hoặc không có phần phụ ở mỗi bên. Bầu nhụy 1 ngăn. Quả nang hình cầu hoặc elipxoit, đỉnh nứt không đều. Hạt nhỏ; áo hạt màu trắng, xé rách.

## Các loài
Tại thời điểm tháng 4 POWO công nhận 103 loài, cộng 10 loài mô tả năm 2020.
- Globba acehensis A.Takano & H.Okada, 2000
- Globba adhaerens Gagnep., 1903 (đồng nghĩa: G. violacea Gagnep., 1901 không Ridl, 1899: Lô ba tím.[3])
- Globba albiflora Ridl., 1899
- Globba albobracteata N.E.Br., 1882
- Globba amnicola M.F.Newman & Sangvir., 2020[6]
- Globba amplectens M.F.Newman, 2020[6]
- Globba andersonii C.B.Clarke ex Baker, 1890
- Globba angcorensis Gagnep., 1907 - Lô ba Đế Thiên Đế Thích.[3]
- Globba annamensis Gagnep., 1907 - Lô ba Trung Bộ.[3]
- Globba aranyaniae Sangvir. & M.F.Newman, 2019
- Globba arracanensis Kurz, 1870
- Globba atrosanguinea Teijsm. & Binn., 1864
- Globba aurantiaca Miq., 1861
- Globba aurea Elmer, 1915
- Globba bicolor Gagnep., 1901
- Globba bokorensis Nob.Tanaka & Tagane, 2015
- Globba brachyanthera K.Schum., 1899
- Globba bracteolata Wall. ex Baker, 1890
- Globba brevifolia (K.Schum.) K.Schum., 1904
- Globba cambodgensis Gagnep., 1901 - Lô ba Cambốt.[3]
- Globba campsophylla K.Schum., 1904
- Globba candida Gagnep., 1907 không Ridl., 1923
- Globba cernua Baker, 1890
- Globba chekiangensis G.Y.Li, Z.H.Chen & G.H.Xia, 2009
- Globba clarkei Baker, 1890
- Globba colpicola K.Schum., 1904
- Globba conferta M.F.Newman, 2020[6]
- Globba corneri A.A.Weber, 1991
- Globba curtisii Holttum, 1950
- Globba dasycarpa M.F.Newman, 2020[6]
- Globba emeiensis Z.Y.Zhu, 1984
- Globba expansa Wall. ex Horan., 1862
- Globba fecunda A.Takano & H.Okada, 2000
- Globba flagellaris K.Larsen, 1997
- Globba flavibracteata A.Takano & H.Okada, 2000
- Globba fragilis S.N.Lim, 1972
- Globba francisci Ridl., 1914
- Globba garrettii Kerr, 1937
- Globba geoffrayi Gagnep., 1908
- Globba glandulosa Ridl., 1907
- Globba globulifera Gagnep., 1901 - Lô ba cầu.[3]
- Globba gracilis K.Schum., 1904
- Globba grandis Sangvir., 2020[6]
- Globba hasseltii Boerl., 1884
- Globba hilaris Sangvir., 2020[6]
- Globba holttumii S.N.Lim, 1972
- Globba impar M.F.Newman & H.Ð.Trần, 2020[6]
- Globba insectifera Ridl., 1907
- Globba integra Ridl., 1899
- Globba × intermedia S.N.Lim, 1972  (= G. cernua × G. patens)
- Globba kanchigandhii A.Joe & M.Sabu, 2019
- Globba keithii Ridl., 1899
- Globba laeta K.Larsen, 1972
- Globba lancangensis Y.Y.Qian, 1994
- Globba latifolia Ridl., 1909
- Globba leucantha Miq., 1861
- Globba lilacina Sangvir. & M.F.Newman, 2019 ???
- Globba lithophila Sangvir. & M.F.Newman, 2019
- Globba macrocarpa Gagnep., 1901 - Lô ba trái to, lô ba quả to.[3]
- Globba macrochila Sangvir. & M.F.Newman, 2019
- Globba macroclada Gagnep., 1903
- Globba maculata Blume, 1827
- Globba magnibracteata Y.Y.Sam, 2016
- Globba marantina L., 1771 - Loài điển hình. Lô ba lùn?[3] (đồng nghĩa: G. barthei: Lô ba Barthe.[3])
- Globba menglianensis Y.Y.Qian, 2001
- Globba mogokensis W.W.Sm. & Banerji, 1914
- Globba multiflora Wall. ex Baker, 1890
- Globba multifolia A.Takano & H.Okada, 2003
- Globba muluensis R.M.Sm., 1988
- Globba nawawii Ibrahim & K.Larsen, 1995
- Globba nisbetiana Craib, 1912
- Globba nitida M.F.Newman & Sangvir., 2020[6]
- Globba obscura K.Larsen, 1972
- Globba orixensis Roxb., 1810
- Globba paniculata Valeton, 1920
- Globba parva Gagnep., 1901 - Lô ba nhỏ.[3]
- Globba parviflora C.Presl, 1827
- Globba patens Miq., 1861
- Globba pauciflora King ex Baker, 1890
- Globba pendula Roxb., 1810 (đồng nghĩa: G. wallichii Baker, 1890) - Lô ba treo, lô ba Wallich.[3]
- Globba platystachya Baker, 1890
- Globba praecox K.J.Williams & Paisooks., 2005
- Globba propinqua Ridl., 1906
- Globba pumila Ridl., 1906
- Globba purpurascens Craib, 1912
- Globba pyramidata Gagnep., 1901
- Globba racemosa Sm., 1808 không Brahma & Bin.Singh, 2014 nom. inval.
- Globba radicalis Roxb., 1810 (đồng nghĩa: Mantisia radicalis, M. saltatoria)
- Globba rahmanii Yusof, 2004
- Globba ranongensis Picheans. & Tiyaw., 2010
- Globba reflexa Craib, 1912
- Globba rosea Gagnep., 1901 - Lô ba hường, lô ba hồng.[3]
- Globba salarkhanii (M.A.Rahman & Yusuf) Govaerts, 2016
- Globba schomburgkii Hook.f., 1877 - Lô ba Schomburgk.[3]
- Globba sessiliflora Sims, 1811
- Globba sherwoodiana W.J.Kress & V.Gowda, 2012
- Globba siamensis (Hemsl.) Hemsl., 1895
- Globba spathulata Roxb., 1820 (đồng nghĩa: Mantisia spathulata)
- Globba subscaposa Collett & Hemsl., 1890
- Globba substrigosa King ex Baker, 1890
- Globba talangensis A.Takano & H.Okada, 2000
- Globba tembatensis Y.Y.Sam & Julius, 2012
- Globba thorelii Gagnep., 1907
- Globba tricolor Ridl., 1906
- Globba unifolia Ridl., 1905
- Globba urophylla K.Schum., 1904
- Globba ustulata Gagnep., 1901
- Globba variabilis Ridl., 1893
- Globba verecunda M.F.Newman & Sangvir., 2020[6]
- Globba virginea I.M.Turner, 2000
- Globba wardii (B.L.Burtt & R.M.Sm.) K.J.Williams, 2004 (đồng nghĩa: Mantisia wardii)
- Globba wengeri (C.E.C.Fisch.) K.J.Williams, 2004 (đồng nghĩa: Mantisia wengeri)
- Globba williamsiana M.F.Newman & Sangvir., 2020[6]
- Globba winitii C.H.Wright, 1926
- Globba xantholeuca Craib, 1912